# 圈套 (韓國電視劇)
《圈套》（： Teulaeb），為韓國OCN於2019年2月9日起播出的週末原創系列，由電影《白夜行》的朴信宇導演執導，《特殊案件專案組TEN》的南相旭作家執筆，電影《逆鱗》和電視劇《茶母》的李在奎擔任總監。此劇以追蹤懸疑為主題，是一部完全事前製作的劇集，講述國民主播姜宇賢（李瑞鎮飾）在陷入無法預測的圈套以後發生衝擊性事件，雖然事件疑點重重，但老刑警高東國（成東鎰飾）以特有的執著進行調查，漸漸撥開了案件的迷霧，最後找出誰都沒有料想到的衝擊真相的故事。
此劇是OCN於2019年全新推出的「Dramatic Cinema」企劃之首部作品，該項目會結合電影及電視劇，以製作電影的方式融合電視劇的高密度劇情，為的是打造優質類型劇。
台灣由愛奇藝台灣站2/10起每周日一上午10點獨家播出。香港由Viu播出。

## 演員陣容

### 主要人物
| 演員   | 角色                                                                                      | 介紹 |
| 李瑞鎮 | 姜宇賢                                                                                    | 主播／大學講師／主播學院代表 媒體人信任度第一名的國民主播。不僅受到全社會的尊敬，同時也擁有著溫馨的家庭，政界也不斷向其拋來橄欖枝，看起來應有盡有。在與家人度假過程中經歷了前所未有的事件，遭遇了意想不到的悲劇，頃刻間失去了一切。 |
| 成東鎰 | 高東國                                                                                    | 江原廳重案2班隊長 臨近退休的刑警界傳奇人物。在對犯罪現場的調查上有著與眾不同的敏銳感，在接受了謎一般的姜宇賢案後，憑著堅持和多年的查案經驗，漸漸撥開了案件的迷霧，卻查出了意想不到的衝擊真相。                                      |
| 林華映 | 尹瑞英                                                                                    | 首爾警察廳行為分析小組警衛 知性穩重有魅力的犯罪側寫師，將作為明星側寫師。 |
| 林華映 | 尹瑞英的雙胞胎妹妹 劇末高東國前往弔念尹瑞英時遇到站在靈位前的妹妹，妹妹誓言要替姐姐復仇。 | |

### 宇賢周邊人物
| 演員   | 角色   | 介紹 |
| 徐令姬 | 申妍秀 | 宇賢的妻子，和丈夫知名度不相伯仲的主播。洪元泰的外遇對像。                                                                                  |
| 吳漢傑 | 姜時雨 | 宇賢和妍秀的養子。 |
| 李主儐 | 金詩炫 | 宇賢的秘書 前身為記者，也是宇賢的大學後輩，多年前曾和男友徐記者及韓記者一起暗中調查洪元泰，男友和韓記者因此被殺害，她也因不堪此衝擊而流產。 |
| 東賢裴 | 徐記者 | 金詩炫的親密男友 對同事記者來說,是一個多情的好人，但在揭開真相上卻透出冷靜的一面。因暗中調查洪元泰被殺害而失蹤。                            |
| 河會正 | 韓記者 | 徐記者和金詩炫的朋友，三人一起調查人類狩獵組織的受害者失蹤事件。因暗中調查洪元泰被殺害而失蹤。                                              |

### 東國周邊人物
| 演員   | 角色   | 介紹 |
| 金光奎 | 張萬浩 | 江原廳重案2班班長 3年前被日裔財閥少爺賄賂而提供他高東國的行蹤，間接害死高東國的兒子。也因此被金議員抓住把柄，三年後再次向金議員提供高刑警和尹瑞英到姜宇賢家的信息。 |
| 趙達煥 | 裴南柱 | 江原廳重案2班刑警（新進） |
| 張成範 | 朴成範 | 江原廳重案2班刑警（老幺） |
| 李娜拉 | 朴善美 | 東國的前妻，二十四小時解酒湯店老闆。 |
| 崔明彬 | 高敏珠 | 東國的女兒，非常早熟又懂事。 |
| 韓昌珉 | 高敏錫 | 東國的兒子，被親日財閥少爺開車撞死。 |

### 瑞英周邊人物
| 演員   | 角色 | 介紹                                               |
| 崔弘日 |      | 首爾警察廳行為分析小組組長，韓國犯罪側寫師的先驅。 |

### 人類狩獵組織
| 演員   | 角色   | 介紹 |
| 吳隆   | 洪元泰 | NW Holdings代表，福布斯選定的尹林世界的年輕企業家第三名 姜宇賢公司投資最多股份的投資者，申妍秀的外遇對像。                                                      |
| 邊希峰 | 金信宇 | 徹底洗刷彈劾民主化運動的過去成為四選議員的白髮鬥士。 |
| 朴振英 | 趙院長 | 精神科醫院院長 |
| 白智媛 | 趙女士 | 成功的女性實業家，實際為韓國暴力組織教母。 |
| 李時勳 | 李時勳 | 親日財閥家少爺，3年前因非法擁有毒品而被高東國拘捕，財閥父親收買警察廳廳長而被無罪釋放。他為了報復東國而賄賂張萬浩班長，獲知高東國的行蹤後開車撞死他的兒子敏錫。 |
| 李光世 | 李光世 | 親日財閥，李時勳的父親。 |
| 權赫範 |        | 趙女士的部下 |

### 其他人物
| 演員   | 角色   | 介紹                                                                                       |
| 尹敬浩 | 尹大師 | 山莊咖啡館的主人，實際為狩獵場的管理人，而後人類狩獵組織為了湮滅證據把他和狩獵場一起燒毀。 |
| 吳萬錫 |        | 獵人1號                                                                                    |
| 成赫   |        | 獵人2號                                                                                    |
| 張元亨 | 胡凱   | 綽號“老虎”的朝鮮族殺手                                                                     |
| 崔在燮 | 高吉   | 武英日報記者                                                                               |
| 吳昌慶 | 楊德哲 | 首爾廣搜隊長 3年前被親日財閥手下收買而銷毀高東國收集到兒子人為車禍的相關證據。             |
| 郭民浩 |        | 首爾廣搜隊刑警                                                                             |
| 崔範浩 |        | 搜索組長                                                                                   |

## 收視率
| 集數       | 播出日期   | 標題       | AGB收視率        | AGB收視率      |
| 集數       | 播出日期   | 標題       | 大韓民國（全國） | 首爾（首都圈） |
| ---------- | ---------- | ---------- | ---------------- | -------------- |
| 1          | 2019/02/09 | 獵人們     | 2.360%           | 2.864%         |
| 2          | 2019/02/10 | 雙面       | 3.624%           | 4.593%         |
| 3          | 2019/02/16 | 1mm        | 2.800%           | 3.439%         |
| 4          | 2019/02/17 | 秘密和謊言 | 3.692%           | 4.269%         |
| 5          | 2019/02/23 | 盲點       | 2.700%           |                |
| 6          | 2019/02/24 | 狩獵場     | 3.893%           | 5.027%         |
| 7          | 2019/03/03 | 異種       | 3.992%           | 5.208%         |
| 平均收視率 | 平均收視率 | 平均收視率 | 3.294%           | －             |
| 特輯       | 2019/02/02 | －         | 0.3%             |                |
| 導演版     | 2019/03/10 | －         | %                | %              |

- 收視最低的集數以藍色表示，收視最高的集數以紅色表示，而空格則表示該集的收視沒有相關數據。

## 外部連結
- 韓國OCN官方網站
- 台灣八大電視官方網站（繁體中文）
- Daum上《圈套》的資料
- NAVER上《圈套》的資料

| OCN Original Series                      | OCN Original Series                      | OCN Original Series |
| ---------------------------------------- | ---------------------------------------- | ------------------- |
|                                          | 圈套 （2019年2月9日－2019年3月3日）      |                     |
| Priest （2018年11月24日－2019年1月20日） | Kill It （2019年3月23日－2019年4月28日） |                     |

| 臺灣 八大綜合台 OCN劇場 星期六 22:30 - 00:00 | 臺灣 八大綜合台 OCN劇場 星期六 22:30 - 00:00 | 臺灣 八大綜合台 OCN劇場 星期六 22:30 - 00:00 |
| -------------------------------------------- | -------------------------------------------- | -------------------------------------------- |
|                                              | 圈套 （2022年10月15日－2022年11月26日）      |                                              |
| Voice 4 （2022年7月9日－2022年10月8日）      | 奇美拉 （2022年12月3日－2023年3月25日）      |                                              |